# Montjay (Saône-et-Loire)
Montjay település Franciaországban, Saône-et-Loire megyében. Lakosainak száma 199 fő (2022. január 1.). Montjay La Chapelle-Saint-Sauveur, Chapelle-Voland, Bouhans, La Chaux, Le Planois, Serley és Torpes községekkel határos.

## Népesség
A település népességének változása:
| Lakosok száma | 197  | 199  | 200  | 202  | 204  | 206  | 204  | 201  | 199  |
|               | 2013 | 2015 | 2016 | 2017 | 2018 | 2019 | 2020 | 2021 | 2022 |